# We Are the Pipettes
We Are The Pipettes es el álbum debut de The Pipettes y recibe el nombre de una de las canciones del mismo. Fue lanzado el 17 de julio de 2006 por Memphis Industries y está disponible en CD, vinil y descarga digital. La canción "We Are The Pipettes" apareció en "Everything Changes", primer episodio de la serie de televisión Torchwood. Otra canción, "Dirty Mind", apareció también en un episodio de la exitosa serie americana Grey's Anatomy.

## Lista de canciones
1. "We are the Pipettes" – 2:48
2. "Pull Shapes" – 2:58
3. "Why Did You Stay" – 1:43
4. "Dirty Mind" – 2:43
5. "It Hurts to See You Dance So Well" – 1:53
6. "Judy" – 2:47
7. "A Winter's Sky" – 3:03
8. "Your Kisses are Wasted on Me" – 2:11
9. "Tell Me What You Want" – 2:32
10. "Because it's not Love (But it's Still a Feeling)" – 2:37
11. "Sex" – 2:38
12. "One Night Stand" – 1:40
13. "ABC (Pipettes song)|ABC" – 2:07
14. "I Love You" – 1:37